# Ingerophrynus galeatus
Ingerophrynus galeatus är en groddjursart som först beskrevs av Günther 1864.  Ingerophrynus galeatus ingår i släktet Ingerophrynus och familjen paddor. IUCN kategoriserar arten globalt som livskraftig. Inga underarter finns listade i Catalogue of Life.